# 盖尔廷
盖尔廷是德国石勒苏益格－荷尔斯泰因州的一个市镇。总面积20.02平方公里，总人口1876人，其中男性893人，女性983人（2011年12月31日），人口密度94人/平方公里。